# Ptaszkowa (stacja kolejowa)
Ptaszkowa – przystanek kolejowy, niegdyś stacja kolejowa w Ptaszkowej, w województwie małopolskim, w Polsce.

## Ruch pasażerski
| Rok  | Wymiana pasażerska na dobę |
| ---- | -------------------------- |
| 2017 | 20-49                      |
| 2022 | 50-99                      |